# Tobias Lindbom
Tobias Lindbom, född 1979, är en svensk simmare från Malmö KK.
Han blev svensk mästare på 4x200 frisim 2005 och 2006. Lindbom har tagit flera SM-medaljer på 200 och 400 frisim samt lagkapper. Han tävlade fram till 2004 för Jönköpings SS.